# کمپلکس‌زدایی
در علم شیمی، کمپلکس‌زدایی یا دکمپلکساسیون(به انگلیسی: Decomplexation) به حذف یک لیگاند از یک ترکیب کمپلکسی اشاره دارد. کمپلکس‌زدایی زمانی از اهمیت ویژه‌ای برخوردار است که لیگاند در کره کمپلکسی فلز سنتز شده باشد، همان‌طور که اغلب در شیمی آلی فلزی چنین است.